# BB&T Atlanta Open 2019 - Qualificazioni singolare
Le qualificazioni del singolare del BB&T Atlanta Open 2019 sono state un torneo di tennis preliminare per accedere alla fase finale della manifestazione. I vincitori dell'ultimo turno sono entrati di diritto nel tabellone principale. In caso di ritiro di uno o più giocatori aventi diritto a questi sono subentrati i lucky loser, ossia i giocatori che hanno perso nell'ultimo turno ma che avevano una classifica più alta rispetto agli altri partecipanti che avevano comunque perso nel turno finale.

## Teste di serie
1. Kamil Majchrzak (qualificato)
2. Guido Andreozzi (primo turno)
3. Kwon Soon-woo (qualificato)
4. Dominik Köpfer (primo turno)

1. Peter Gojowczyk (ultimo turno)
2. Jason Jung (qualificato)
3. Tommy Paul (ultimo turno)
4. Ryan Harrison (ultimo turno, ritirato)

## Qualificati
1. Kamil Majchrzak
2. Kevin King

1. Kwon Soon-woo
2. Jason Jung

## Tabellone

### Legenda
| - Q = Qualificato - WC = Wild card - LL = Lucky loser | - ALT = Alternate - SE = Special Exempt - PR = Protected Ranking | - w/o = Walkover - r = Ritirato - d = Squalificato |

### Sezione 1
|  | Primo turno | Primo turno     | Primo turno     | Primo turno | Primo turno |  |  | Ultimo turno | Ultimo turno    | Ultimo turno    | Ultimo turno | Ultimo turno |  |
|  |             |                 |                 |             |             |  |  |              |                 |                 |              |              |  |
|  | 1           | Kamil Majchrzak | Kamil Majchrzak | 6           | 6           |  |  |              |                 |                 |              |              |  |
|  | WC          | Trent Bryde     | Trent Bryde     | 4           | 2           |  |  | 1            | Kamil Majchrzak | Kamil Majchrzak | 7            | 6            |  |
|  |             | Michael Mmoh    | 7               | 63          | 63          |  |  | 7            | Tommy Paul      | Tommy Paul      | 65           | 4            |  |
|  | 7           | Tommy Paul      | 5               | 7           | 7           |  |  |              |                 |                 |              |              |  |

### Sezione 2
|  | Primo turno | Primo turno     | Primo turno | Primo turno | Primo turno |  |  | Ultimo turno | Ultimo turno  | Ultimo turno | Ultimo turno | Ultimo turno |  |
|  |             |                 |             |             |             |  |  |              |               |              |              |              |  |
|  | 2           | Guido Andreozzi | 5           | 6           | 62          |  |  |              |               |              |              |              |  |
|  | WC          | Kevin King      | 7           | 4           | 7           |  |  | WC           | Kevin King    | 6            | 7            | 3            |  |
|  | Alt         | Viktor Troicki  | 6           | 5           | 65          |  |  | 8            | Ryan Harrison | 7            | 5            | 1r           |  |
|  | 8           | Ryan Harrison   | 4           | 7           | 7           |  |  |              |               |              |              |              |  |

### Sezione 3
|  | Primo turno | Primo turno       | Primo turno   | Primo turno | Primo turno |  |  | Ultimo turno | Ultimo turno    | Ultimo turno    | Ultimo turno | Ultimo turno |  |
|  |             |                   |               |             |             |  |  |              |                 |                 |              |              |  |
|  | 3           | Kwon Soon-woo     | Kwon Soon-woo | 6           | 6           |  |  |              |                 |                 |              |              |  |
|  |             | Ilya Ivashka      | Ilya Ivashka  | 2           | 3           |  |  | 3            | Kwon Soon-woo   | Kwon Soon-woo   | 6            | 6            |  |
|  | Alt         | Mikael Torpegaard | 4             | 6           | 62          |  |  | 5            | Peter Gojowczyk | Peter Gojowczyk | 2            | 2            |  |
|  | 5           | Peter Gojowczyk   | 6             | 3           | 7           |  |  |              |                 |                 |              |              |  |

### Sezione 4
|  | Primo turno | Primo turno    | Primo turno | Primo turno | Primo turno |  |  | Ultimo turno | Ultimo turno | Ultimo turno | Ultimo turno | Ultimo turno |  |
|  |             |                |             |             |             |  |  |              |              |              |              |              |  |
|  | 4           | Dominik Köpfer | 6           | 4           | 3           |  |  |              |              |              |              |              |  |
|  | Alt         | Donald Young   | 3           | 6           | 6           |  |  | Alt          | Donald Young | Donald Young | 1            | 64           |  |
|  |             | Alex Bolt      | Alex Bolt   | 6           | 3           |  |  | 6            | Jason Jung   | Jason Jung   | 6            | 7            |  |
|  | 6           | Jason Jung     | Jason Jung  | 7           | 6           |  |  |              |              |              |              |              |  |